# Ruaidri na Saide Buide Ua Conchobair
Ruaidri na Saide Buide Ua Conchobair (mort en 1118) est un roi de Connacht de 1076 à 1092.

## Origine
Ruaidri est le fils de Áed in Gai Bernaig Ua Conchobair mac Taidg in Eich Gil Ua Conchobair roi de Connacht  qui est tué lors d'une bataille en combattant un prétendant  Áed Ua Ruairc roi de  Breifnel. Les  Annales d'Ulster, le dénommaient  « Grand roi de la province du Connacht, vaillant timonier du Leth Cuinn ». Après sa mort et à la suite de sa victoire, Áed Ua Ruairc devient roi de Connacht. Ruaidri  n'apparaît pas dans les entrées des Chroniques d'Irlande avant 1076  soit neuf années après la mort de son père

## Règne
En 1076, Ruaidrí  remplace  Ua Ruairc comme roi  provincial du Connacht. Les Annales d'Innisfallen relèvent que cette année  Toirdelbach Ua Briain, roi de Munster et Ard ri Érenn, envahit le Connacht et que Ruaidrí  doit se soumettre formellement à lui et sans doute à cette époque épouser sa fille.
Ruaidrí  semble toutefois avoir été temporairement écarté  par Toirdelbach, et  Áed Ua Ruairc provisoirement restauré comme roi en 1079. En cette même année  Ruaidrí doit faire face à un autre rival Áed Ua Flaithbertaig  de Iarconnacht qui est tué.
En 1087, après la mort de Toirdelbach Ua Briain, Ruaidrí, avec l'aide de l'Église de  Clonmacnoise, défait  Ua Ruairc lors d'un combat et saisit de nouveau le royaume de  Connacht. Muircheartach Ua Briain  le fils et successeur de Toirdelbach sembla comme son père lui avoir été la plupart du temps hostile
En 1087 Ruaidrí  affermit son pouvoir régional en envahissant le Conmaicne après la Bataille de Cunghill à Corran dans le comté de Sligo. Ce combat semble avoir été d'une certaine importance car il est utilisé comme date de référence dans les computs ultérieurs des chronologies irlandaises.
En 1088 Ruaidrí reconnait  la suzeraineté du rival de Muirchertach au titre d'Ard ri Erenn, Domnall MacLochlainn  et ensemble ils envahissent le Munster. Lors de cette  attaque ils brûlent Limerick et pillent la plaine du Munster jusqu'à Emly. Au passage ils détruisent Kincora, la place forte des Dal Cais et capture Madadahan O' Ceinnedigh et 160 otages desquels ils obtiennent une forte rançon composée de vaches, chevaux, or, argent et farine.
Muirchertach réplique en 1089, et avec ses hommes il lance un défi à son ennemi en coupant un arbre sacré dans le comté de Galway, ce raid est toutefois globalement un insuccès et Ruaidrí lance des raid contre le Munster en représailles. En 1090 Ruaidrí  doit de nouveau se soumettre  et fournir des otages à Ua Lochlainn comme le roi de  Mide  et  Ua Briain.
En 1092  de Ruaidrí  est capturé traitreusement par Flaithbertach Ua Flaithbertaig, un membre d'une lignée secondaire  des O'Connor le Uí  Briúin Seóla , qu'il avait élève en fosterage et qui lui fait arracher les yeux
Ruaidri devenu aveugle renonce à son royaume, abdique et se retire dans le monastère de Clonmacnoise où il meurt en 1118  Sa succession est disputée entre  Flaithbertach Ua Flaithbertaig  tué en 1098 par  Madadhan O'Cuanna un vassal de Ruaidri qui venge ainsi sa mutilation et le fils aîné de Ruaidri, Tagd Ua Conchobair tué en 1097.

## Postérité
Ruaidrí  avait au moins épousé quatre femme dont Mór une fille de  Toirdelbach Ua Briain qui meurt en 1088
- Niall Aithclerech tué en 1093 [5]
- Tagd Ua Conchobair co-roi du Connacht  tué en 1097 [6]
- Conchobar tué en 1102
- Domnall mac Ruaidrí Ua Conchobair  roi de Connacht  imposé comme roi du Connacht par Muirchertach Ua Briain  en 1102 et déposé par lui en 1106 [7], mort en 1118
- Toirdelbach Ua Conchobair roi de Connacht en 1106.
- Dubhchobhlaigh dame de Luighne morte en 1131 [8]

## Sources
- (en) Francis John Byrne, Irish Kings and High-Kings, Four Courts Press, Dublin 2011 réédition  (ISBN 1851821961).
- (en) Donnchadh Ó Corráin, Ireland before the Normans, Dublin, Gill & Macmillan, 1972, 210 p., p. 139,140,143,144
- (en) Dictionary of Irsih Biography article de Ailbhe Mac Shamhrain, Ua Conchobair, Ruaidrí na Saide Buide